# مطار جنكيز خان الدولي
مطار جنكيز خان الدولي (بالإنجليزية: Chinggis Khaan International Airport)‏ وهو مطار دولي يقع في مدينة أولان باتور عاصمة منغوليا ويبعد 18 كلم جنوب شرق المدينة، تم إنشاء المطار في سنة 1958 وقد كان اسمه في البداية بويانت أوخا لكن بعد سقوط الشيوعية في منغوليا تم اتخاذ اسم القائد المغولي جنكيز خان اسماً له وهو أكبر مطار دولي في البلاد ويسافر عن طريقه أكثر من مليون مسافر في كُل سنة، وهي مركز الخطوط الجوية المنغولية وأيرو منغوليا وهونو آير.